# El Carmen (Chile)
El Carmen es una localidad ubicada en la Provincia de Diguillín de la Región de Ñuble, en Chile. Es sede de la comuna homónima y según el censo de 2002, la ciudad tenía una población de 4426 habitantes.

## Historia
La historia de la comuna de El Carmen se entremezcla y relaciona directamente con el centro poblado del mismo nombre y su actual capital comunal. El poblado surge a partir de una línea, de un eje que cruza paralelo y equidistante de los esteros Las Corontas y Temuco. Esta línea inicia un habitar producto de su condición de vía de comunicación entre el valle central y la cordillera. Ello refleja la importancia de este eje y la mayor concentración de vida urbana que se ha producido históricamente en él. En la actualidad corresponde a la Calle Baquedano. Luego, a partir del punto de intersección de esta vía con el camino que comunica hacia el sector rural de Maipo, se generó una trama de damero, la trama fundacional, con el emplazamiento de la Plaza en ese encuentro de tensiones territoriales. Probablemente este trazado lo realizó en 1853 Candelario Cuevas. La trama diseñada es de tres manzanas hacia el sur del eje principal, con la plaza hacia ese costado y una hacia el norte, con dos al poniente y dos o tres al oriente. La prolongación hacia el norte de la entrada a la trama del camino a Maipo, genera el encuentro de la ciudad con el estero Temuco, donde hoy se localiza el Balneario Municipal y una de las Medialunas.
En agosto de 1931, en el centro poblado de El Carmen se decreta la numeración de “todas las casas del Pueblo de El Carmen”. En 1935 se adquieren 170 castaños de La India “para ser plantados en la avenida Manuel Rodríguez”, árboles que en la actualidad constituyen uno de los patrimonios naturales más valiosos del Centro Poblado. El 21 de diciembre de 1936 se estipula a los vecinos que “. . . deberán demoler o restaurar los frontis de edificios que se hallen en mal estado y constituyan un peligro para la comunidad”, determinándose de igual forma “. . . que la altura de los muros de las viviendas deben ser de 4 metros, hechos en material de cemento armado, ladrillos o adobes”. Quizás uno de los primeros indicios de normativa urbana respecto a la arquitectura y proporción del espacio público (calle).
En 1960 se dota de energía eléctrica al poblado, tanto de alumbrado público como domiciliario. 

## Salud
Para el servicio de salud, la ciudad posee los siguientes servicios:
- Posee el Hospital Comunitario de Salud Familiar de El Carmen que dicho sea de paso la atención es precaria[3]

## Galería

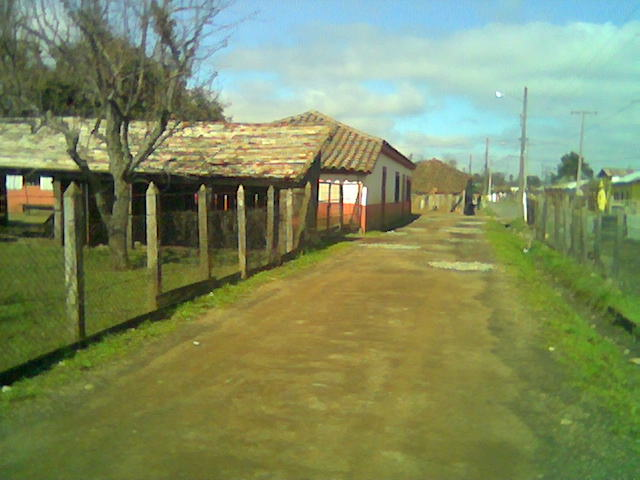
Calle de El Carmen
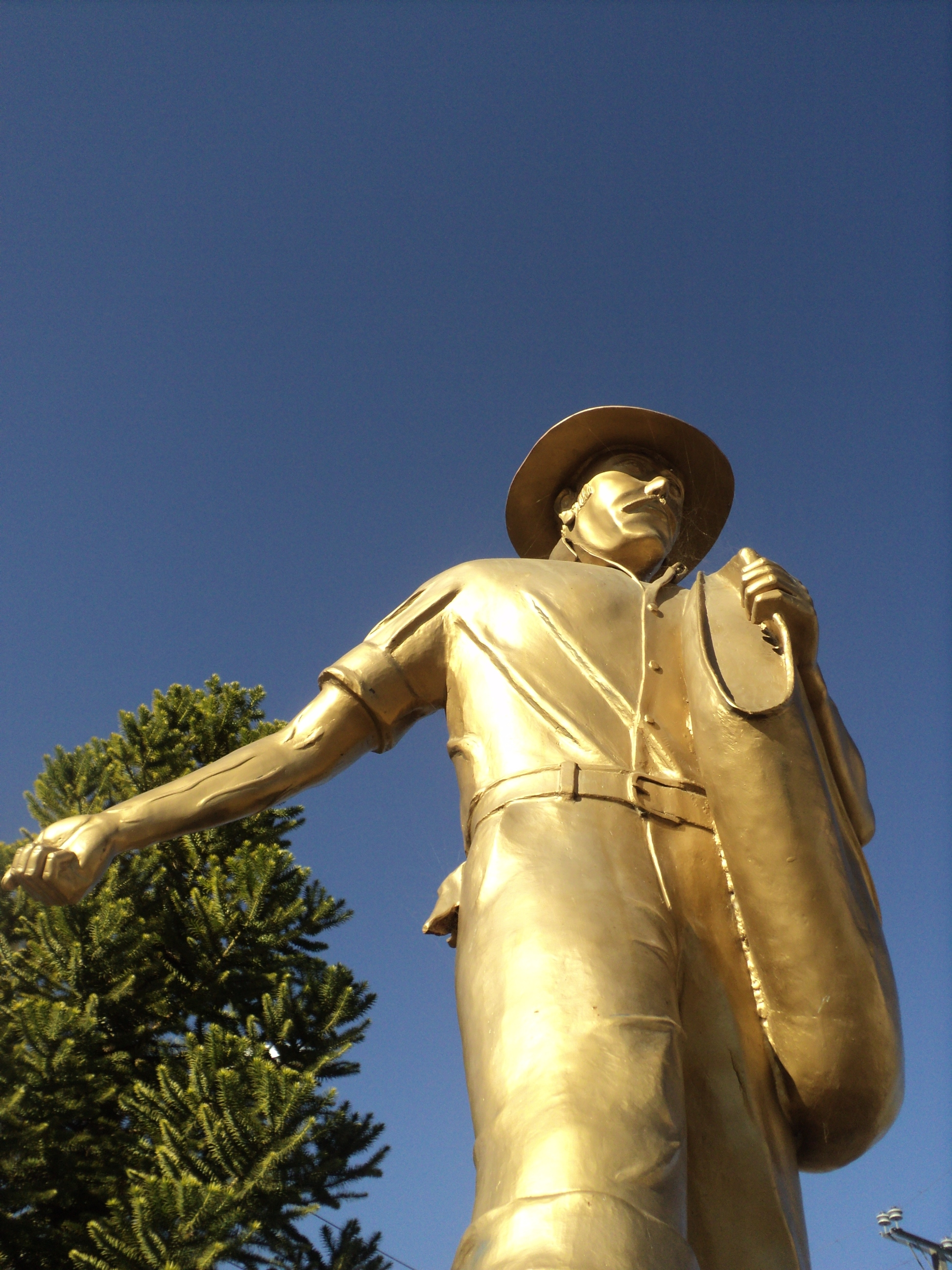
Monumento al Sembrador de El Carmen
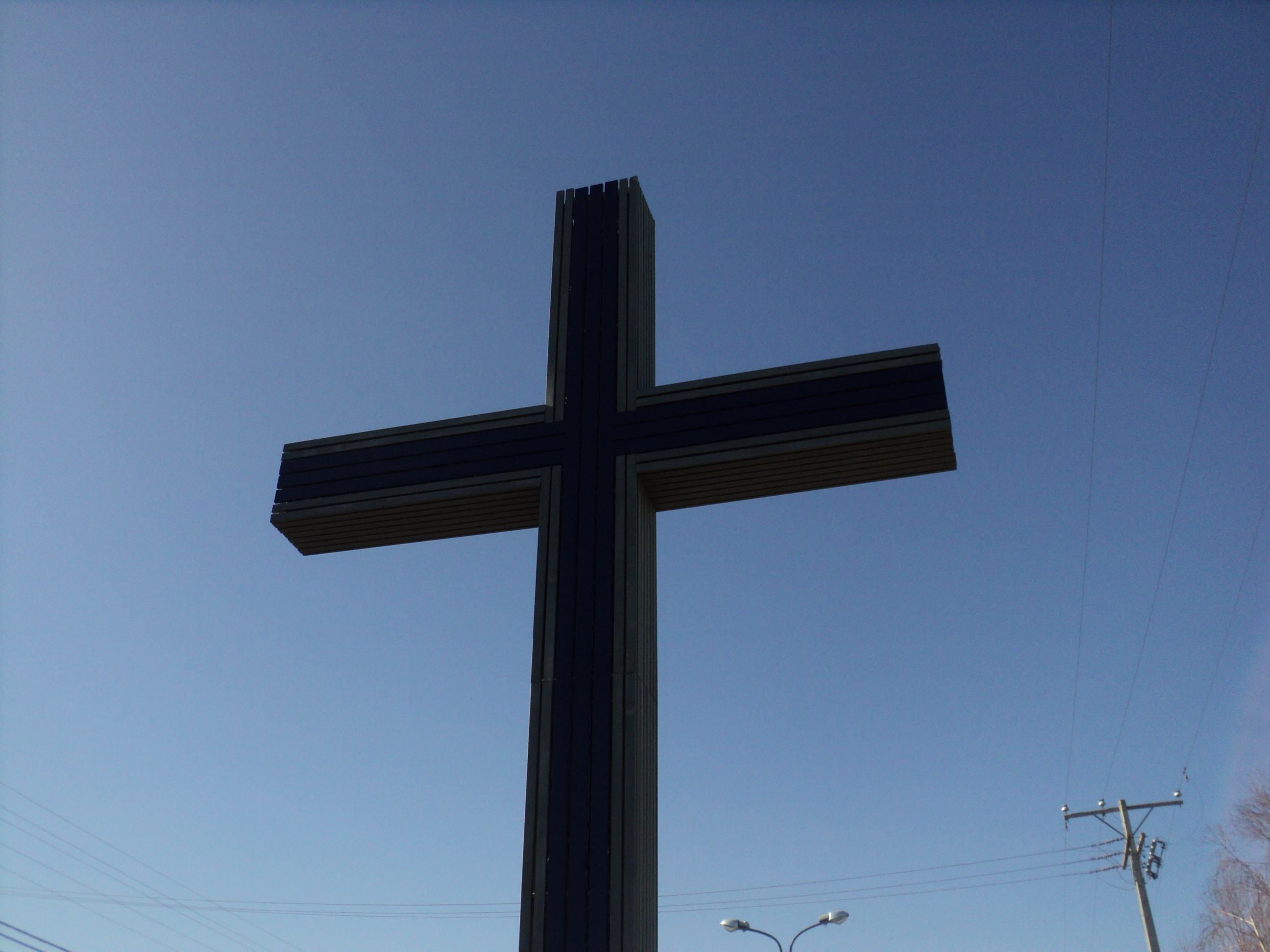
Cruz de bienvenida al pueblo de El Carmen
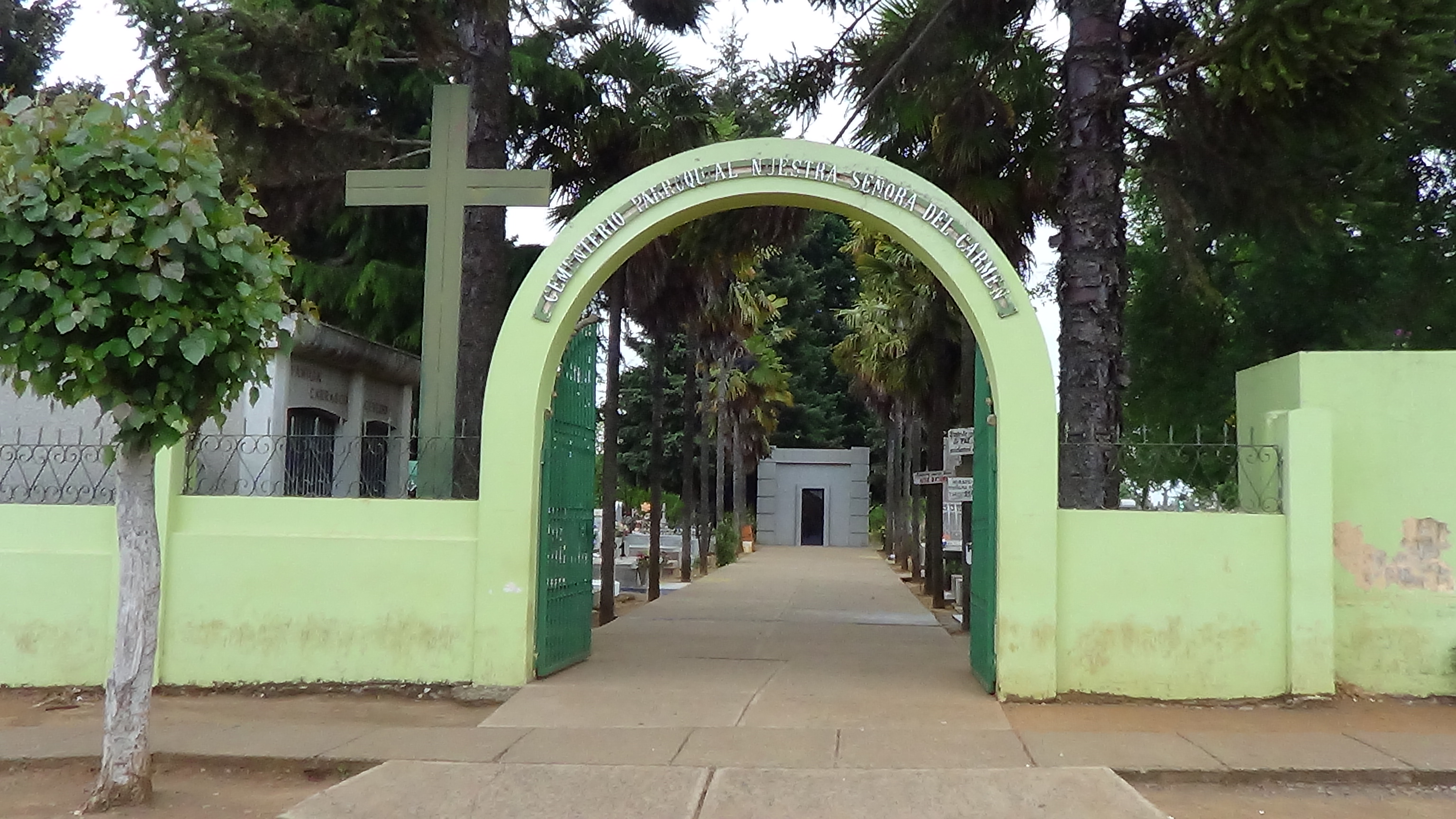
Cementerio Parroquial Nuestra Señora del Carmen
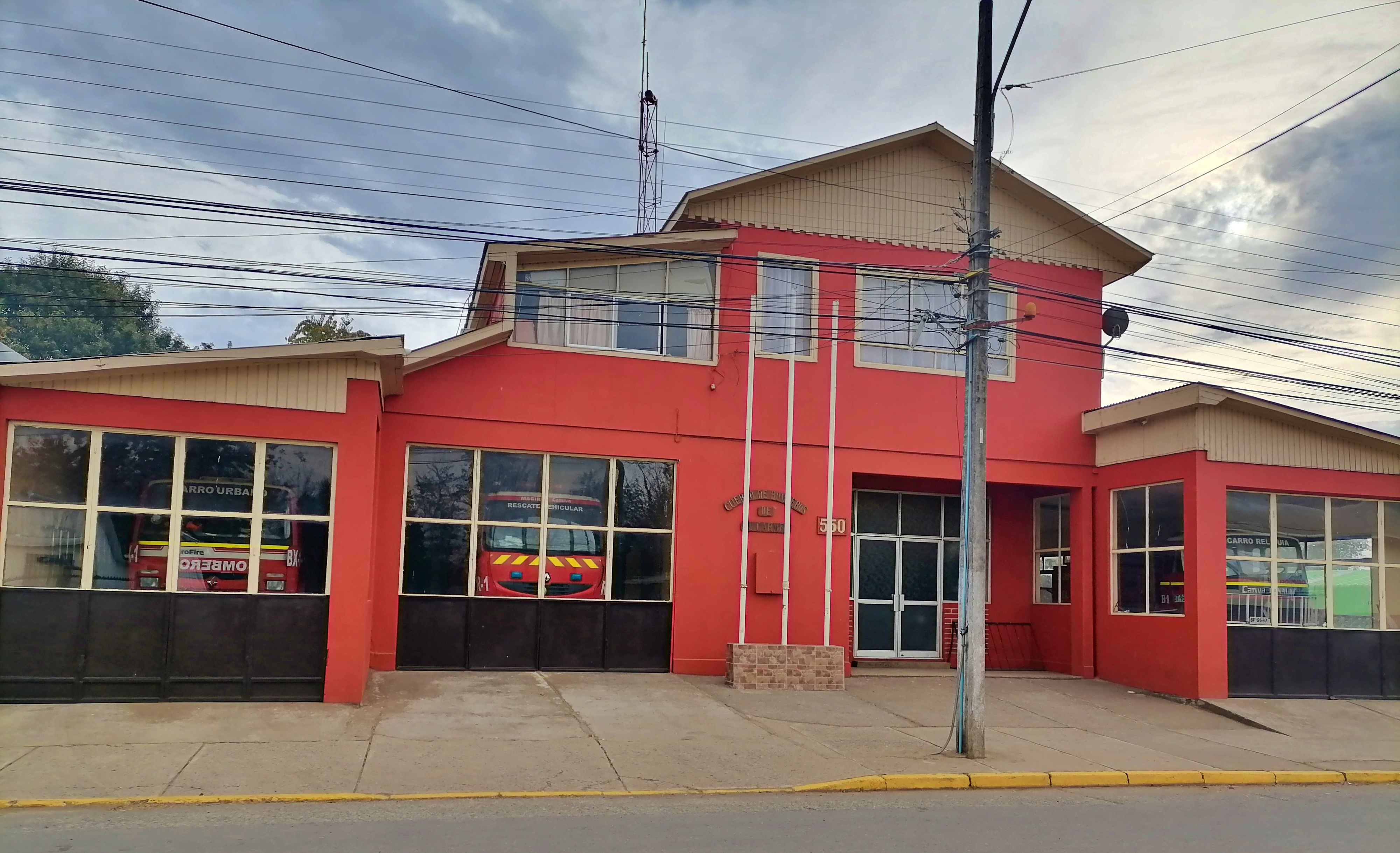
Cuerpo de Bomberos de El Carmen
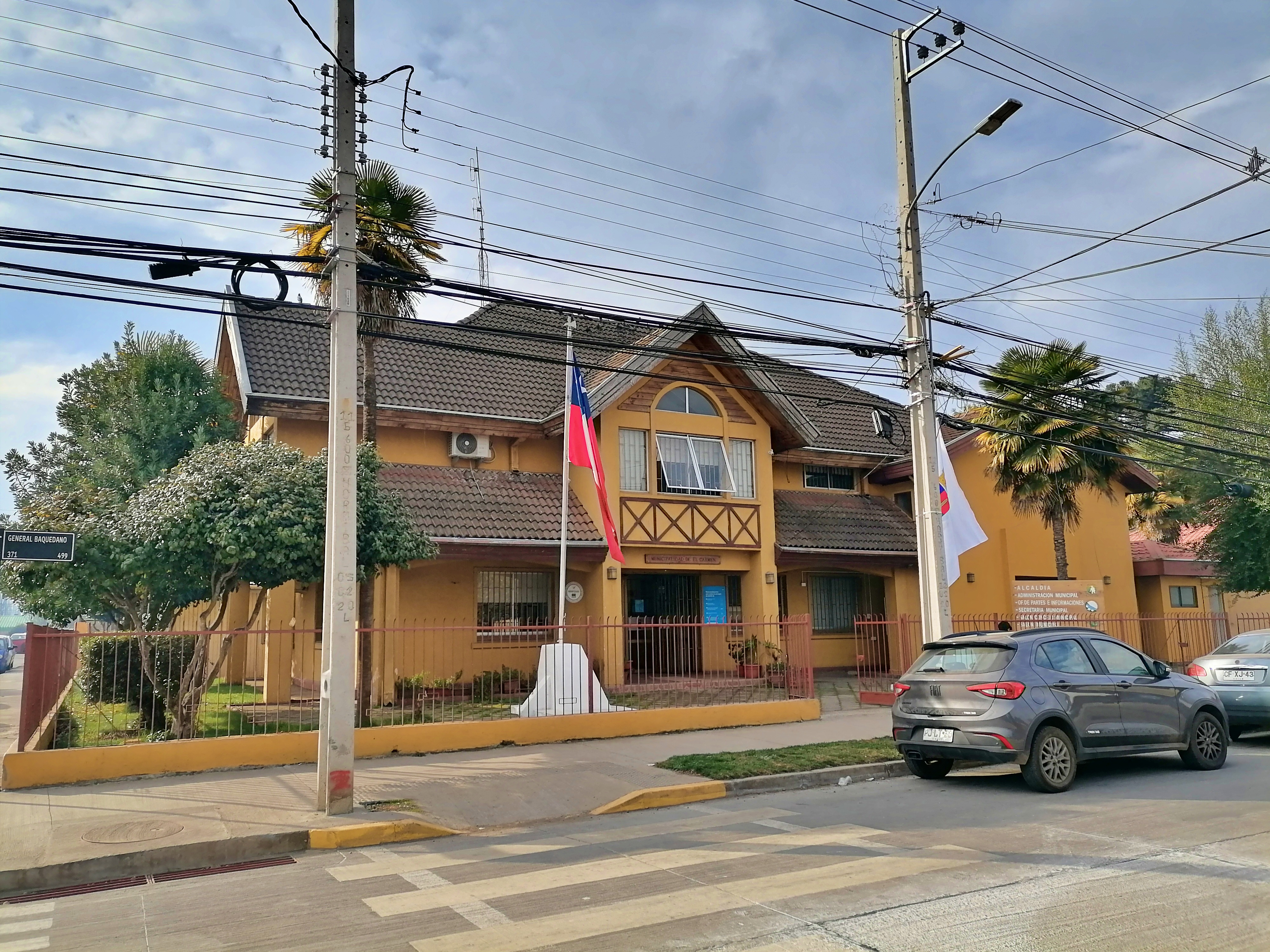
Casa Consistorial de El Carmen
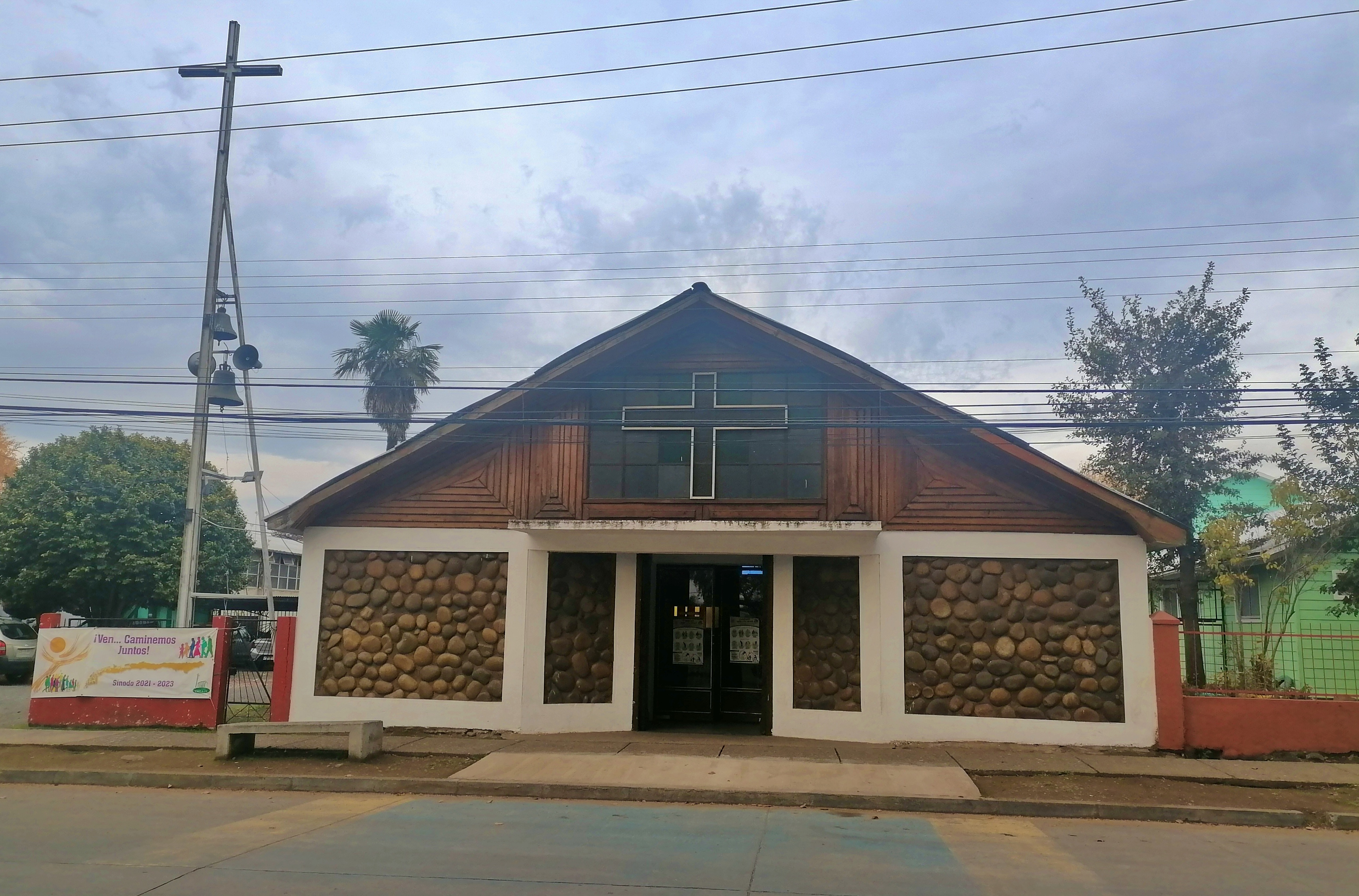
Iglesia Nuestra Señora del Carmen